# کتابخانه ملی جزایر فارو

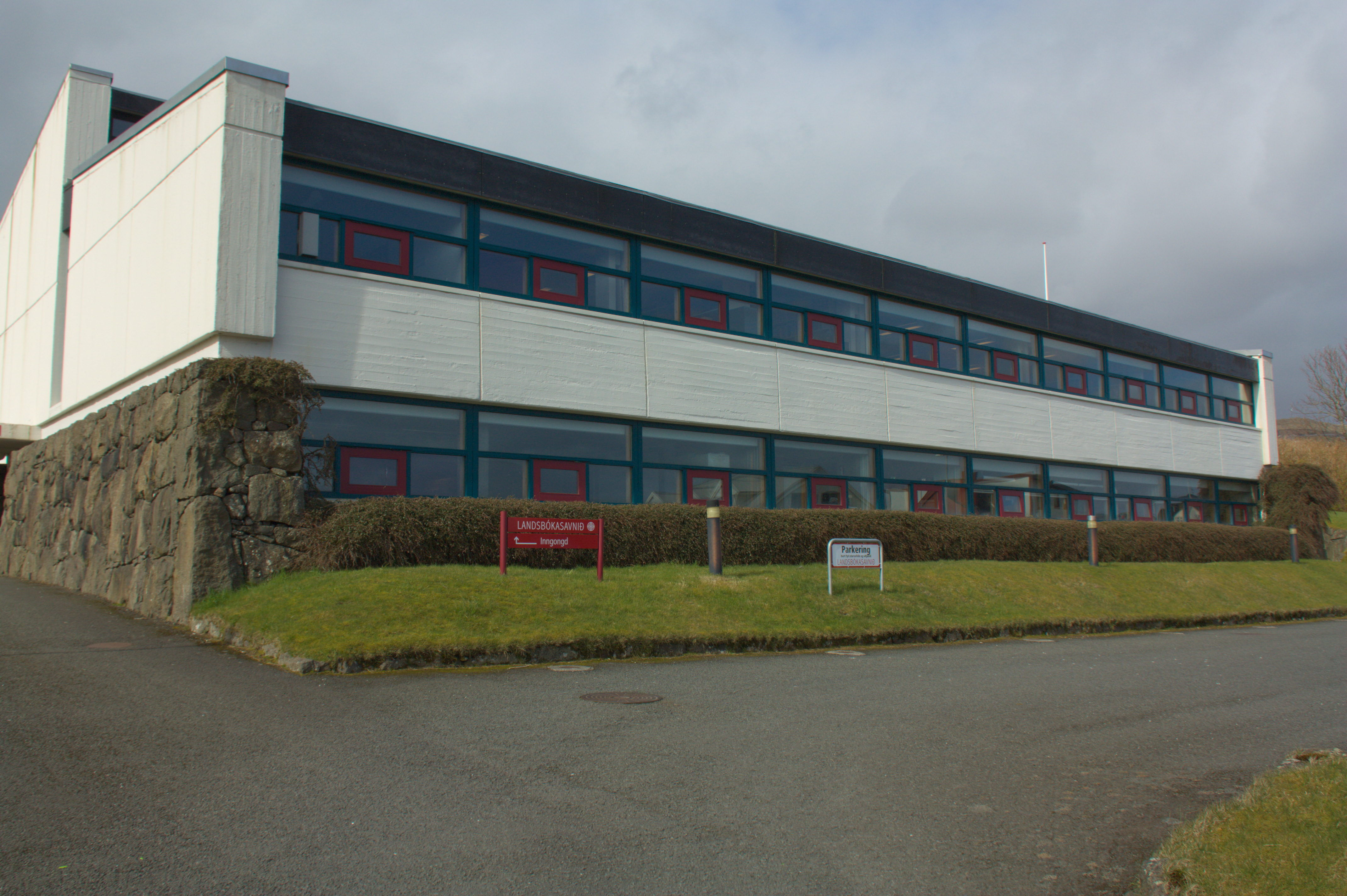
کتابخانه ملی جزایر فارو

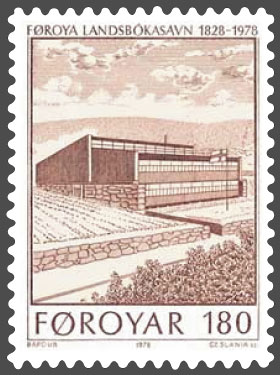
کتابخانه ملی جزایر فارو، بر روی تمبر ۱۹۷۸

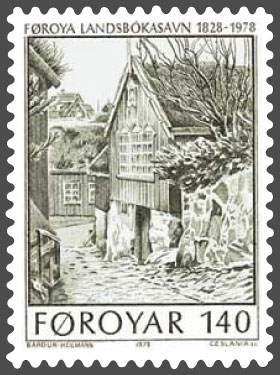
ساختمان اصلی کتابخانه، از نقاشی ۱۹۳۷ توسط فلورا هایلمن

کتابخانه ملی جزایر فارو (فارویی: Føroya Landsbókasavn) یک کتابخانه ملی در جزایر فارو است، که کشوری خودگردان در قلمرو پادشاهی دانمارک می‌باشد. این کتابخانه هم یک کتابخانه عمومی و هم یک کتابخانه تحقیقاتی است.
این کتابخانه دارای بزرگ‌ترین مجموعه آثاری است که به زبان فارویی نوشته شده است، آثاری که فارویی‌ها به زبان‌های دیگر نوشته‌اند یا توسط آنها ترجمه شده‌اند، و همچنین آثاری که دربارهٔ جزایر فارو نوشته شده است را در خود جای داده است.

## تاریخچه
این کتابخانه در سال ۱۸۲۸ شروع به کار کرد، زمانی که کریستین لودویگ تیلیش (فرماندار) دانمارکی (در سمت ۱۸۳۰–۱۸۲۵) و آمتسریویزور او ینس دیویدسن شروع به جمع‌آوری کتاب برای کتابخانه شهرستان فارو کردند. آنها در این امر توسط دانشمند دانمارکی کارل کریستین رافن و شهروندان خصوصی کمک و حمایت شدند و در ۵ نوامبر ۱۸۲۸ کمک مالی سالانه از پادشاه دریافت کردند. در سال ۱۸۳۱، این مجموعه شامل ۲۸۶۰ جلد بود.
این کتابخانه در سال ۱۸۳۰ ساختمان خود را به دست آورد و در زمان مرگ ینس دیویدسن در سال ۱۸۵۰ تقریباً ۵۰۰۰ کتاب وجود داشت، اما این پروژه بین سال‌های ۱۸۷۸ و ۱۹۰۵ راکد ماند، تا اینکه که پارلمان فارو، بودجه‌ای به کتابخانه اختصاص داد. این کتابخانه در سال ۱۹۲۱، تحت نظر مادس آندریاس یاکوبسن (۱۹۴۴ – ۱۸۹۱) قرار گرفت که در سال ۱۹۲۰ به عنوان کتابدار آموزش دیده بود در طول دوره تضاد زبان فارویی، این کشور به نقطه تجمع نویسندگان و سیاستمداران ملی تبدیل شد. در سال ۱۹۳۱ به یک ساختمان جدید نقل مکان کرد.
در سال ۲۰۱۱، به عنوان یک اقدام صرفه جویی در هزینه، کتابخانه ملی از نظر اداری با آرشیو ملی جزایر فارو، موزه ملی جزایر فارو، موزه تاریخ طبیعی جزایر فارو، و آزمایشگاه بیولوژیکی دریایی کالدبک (فارویی: Havlívfrøðiliga Royndarstøðin) برای تشکیل میراث ملی فارویی (فارویی: Søvn Landsins) ترکیب شد.

## برای مطالعهٔ بیشتر
- Ársfrágreiðing 2011، کتابخانه ملی جزایر فارو